# Joaquín Pascual Siboris
Joaquín Pascual Siboris (L'Havana, 24 de desembre de 1886 - [...?], 1948) fou un violinista i compositor espanyol.
Nascut a l'Havana, però abans de complir ell un any d'edat la seva família tornà a Espanya. Infant de vuit anys ingressà en el Conservatori de Madrid, on cursà tota la carrera de violí i composició. Dedicat professionalment a la música, formà part dels artistes joves més distingits de Madrid, cultivadors de la música de cambra, de trios, quartets, etc. L'any 1937 fou nomenat segon violí de l'Orquestra Nacional sent director d'aquesta Bartolomé Pérez Casas.
Va compondre diverses obres, entre elles les sarsueles: Los candidos pretendientes (estrenada al Teatre Novedades el 26 de juny de 1914), i Del rastro á las Américas, i alguna més, així com romances, minuets, pasdobles, foxtrot, cuplets i valsos en bon nombre.